# Гиббс, Кортни
Кортни Энн Гиббс-Мокароу (в девичестве Гиббс; англ. Courtney Ann Gibbs-Mokarow; род. 20 августа 1966, Даллас) — американская актриса

, модель и фотомодель; победительница конкурса красоты «Мисс США 1988».

## Биография
Родилась в семье Чарльза Гейлорд Гиббс и Сюзан Экардт-Гиббс.

### Мисс США
Представляла штат Техас на национальном конкурсе красоты Мисс США в 1988 году, где стала победительницей. И четвёртой из пяти представительниц штата Texas, завоевавшая этот титул.
Участвовала на международном конкурсе красоты Мисс Вселенная 1988, стала первой в предварительном конкурсе, первой в полуфинальном интервью, восьмой в выходе купальников и шестой в выходе вечерних платьев, завершив конкурс восьмой.

### После конкурсов красоты
Вышла замуж за звезду телесериала Другой мир — Тома Эплина. 
Сыграла роль помощник окружного прокурора Гален Хендерсон в американской мыльной опере Все мои дети.
В 1999 году, вышла во второй раз. На этот раз её мужем стал Даллаский бизнесмен Кевин Макароу. В браке родился сын — Грейсон, и дочь — Эвелин.

## Фильмография
| Год  | Оригинальное название             | Название на русском языке    | Роль                | Примечания |
| ---- | --------------------------------- | ---------------------------- | ------------------- | ---------- |
| 1992 | All My Children                   | Все мои дети                 | Galen Henderson     |            |
| 1989 | The Super Mario Bros. Super Show! | Супершоу супер братьев Марио | Luigi's Girlfriend  |            |
| 1990 | Joe Versus the Volcano            | Джо против вулкана           | Saleswoman          |            |
| 1991 | DEA                               | —                            | Chaya               |            |
| 1992 | The Naked Truth                   | Голая правда                 | Misty Blue / Joanne |            |